# باب دو ووگد
باب دو ووگد (انگلیسی: Bob de Voogd؛ زادهٔ ۱۶ سپتامبر ۱۹۸۸) بازیکن هاکی روی چمن اهل پادشاهی هلند است.